# Apogon robbyi
Apogon robbyi är en fiskart som beskrevs av Gilbert och Tyler, 1997. Apogon robbyi ingår i släktet Apogon och familjen Apogonidae. Inga underarter finns listade i Catalogue of Life.